# دبیرستان وترسفیلد (کانکتیکات)
دبیرستان وترسفیلد یک دبیرستان در وترسفیلد، کانکتیکات، ایالات متحده آمریکا است.

## جوایز
- دبیرستان وترسفیلد در سال به عنوان یک مدرسه ملی روبان آبی شناخته شد.
- تیم مهندسی طراحی دبیرستان وترسفیلد اولین بار در سطح ملی در چالش طراحی آیلیتی وان در سال 2013[۱] و ۲۰۱۴ قرار گرفت
- پسران پسران دبیرستان وترسفیلد، فوتبال دانشگاهی در ۱۶ قهرمانی ایالتی کسب کرده‌است (۱۹۴۸، ۱۹۴۹، ۱۹۵۴، ۱۹۵۵، ۱۹۵۷، ۱۹۶۸، ۱۹۷۵، ۱۹۸۲، ۱۹۸۴، ۱۹۹۱، ۲۰۰۰، ۲۰۰۲، ۲۰۰۴، ۲۰۰۸، 2021).[۲]

## ساختار
دبیرستان وترسفیلد در ابتدا در سال ۱۹۵۲ افتتاح شد و چندین بازسازی کوچک در سال‌های ۱۹۵۷، ۱۹۷۰ و ۱۹۹۳ انجام شد. ساختمان مدرسه فعلی که در این ملک قرار دارد، یک سازه آجری چند طبقه به سبک مدرن است. در دهه ۲۰۱۰، مدرسه الزامات برنامه درسی آموزشی فعلی را برآورده نکرد، استانداردهای ایمنی فعلی را رعایت نکرد، و برای افراد دارای معلولیت با کد سازگار نبود. ساختمان قدیمی مورد ارزیابی قرار گرفت و یک رفراندوم برای طرح ساخت و ساز «نوسازی به عنوان جدید» تصویب شد. بازسازی در اکتبر ۲۰۱۳ با تاریخ اتمام برنامه‌ریزی شده آوریل ۲۰۱۷ آغاز شد. تا ژانویه ۲۰۱۷ به‌طور کامل تکمیل شد.

## فارغ التحصیلان قابل توجه
- رایان کاستلو، بازیکن حرفه ای بیسبال
- تونی دی سیکو - دروازه‌بان حرفه‌ای و مربی تیم ملی فوتبال زنان ایالات متحده؛ در سال ۱۹۶۸ فارغ‌التحصیل شد
- بتسی جانسون - طراح مد. فارغ‌التحصیل در سال 1960[۴]
- مارک لین-بیکر - بازیگر؛ در سال ۱۹۷۲ فارغ‌التحصیل شد
- کریس مورفی - سناتور ایالات متحده
- تایلر مورفی - بازیکن NFL با دلفین‌های میامی
- استیو روسلونک - مجری موسیقی کودکان
- کالین مک دونالد - بازیکن حرفه ای هاکی
- کریستوفر شین - نمایشنامه نویس
- جیمی اسلیتون - بازیکن فوتبال USL، آمریکایی، دانشگاه هارتفورد
- مارک تتو - شخصیت تلویزیونی ساکن کره جنوبی